# جادوگران جوان
جادوگران جوان نام یک کتاب ادبی است که توسط شارل بودلر، نویسندهٔ اهل فرانسه نوشته شده‌است. این کتاب یکی از آثار مشهور ادبی جهان است.